# El año del diluvio (Eduardo Mendoza)
El año del diluvio es una novela de ficción del escritor español Eduardo Mendoza, publicada en 1992, y que obtuvo el Ganador de la III Edición del Premio de las lectoras de la revista "Elle". La novela cuenta el conflicto en el que una monja administra un ruinoso hospital, y todo se complica cuando intenta conseguir una financiación.

## Argumento
Sor Consuelo es la madre mayor de un grupo religioso en el pequeño pueblo de Sant Ubaldo en la Bassora de Barcelona. Está a cargo de un hospital ruinoso, tiene la intención de transformarlo en un asilo de ancianos, y acude a la casa de Augusto Aixelà, un jefe adinerado que vive solo, para buscar su cooperación financiera. Decidió ayudarla a ella y a la monja a visitar la casa de Aixelà una tras otra. Aunque todos los conocidos del Sr. Aixelà hablaron mal de él y lo llamaron erotista, esto no impidió que los dos se enamoraran.
Sor Consuelo se sintió culpable y decidió enviar una carta al gobernador para expresar sus sentimientos, y le pidió que se trasladara a otros lugares, incluso para practicar en el monasterio. Luego de enviar la carta, decidió ir a la casa de Aixelà, agradeció a Augusto todo lo que había hecho por el hospital y le informó de su partida. Fue en casa de Aixelà donde la monja cayó en pecado y entregó su cuerpo y alma a Augusto. Después de hacer todo esto, ella le prometió que volvería por la noche porque pensaba dejar la religión e ir con él.
Por la noche, camino a su cita, un atracador la atacó en el camino y le pidió que lo acompañara porque necesitaba su ayuda para curar a un familiar. La monja lo acompañó a un refugio escondido en la montaña, donde encontró bandidos en otro pueblo, muy parecido al jardinero que trabajaba en la casa de Aixelà. Le dispararon en la pierna. La monja envió a un asistente al hospital a buscar penicilina para tratar la pierna lesionada, pero luego de regresar al albergue, la Guardia Nacional lo arrestó y admitió donde se escondía su compañero. Aunque el guardia no vino a detenerlo, el atracador le dijo que los 2 millones de pesetas que obtuvo mediante el robo, lo habían ingresado a la cuenta del hospital. También dijo que la había seguido por un tiempo, y el cartero le entregó una carta de la monja al gobernador, hizo todo esto porque se enamoró de ella. Cuando llegaron los guardias, el ladrón estaba muerto. Al amanecer de ese día, la Hermana Consuelo regresó a la casa de San Augusto para explicar por qué había pospuesto la fecha, pero cuando Pudenciana llegó allí, el tutor de Augusto Aixelà le dijo: Se fue, no dijo adónde ir y no volvería en un largo tiempo.
La monja permaneció en el hospital hasta que le concedieron el asilo, luego la trasladaron a otros albergues y residencias, y su condición fue mucho mejor.
Pasados treinta años, sor Consuelo, muy enferma, vuelve a San Ubaldo, donde el doctor Suñé le trató. Ellos fueron a visitar la casa de Augusto y él le contó como fue la vida de Augusto.
Ella acaba dejando una carta para el doctor donde cuenta su historia de amor.

## Elementos de la obra
La obra se desarrolla en San Ubaldo, un pueblo catalán, el cual pertenece a Bassora, una ciudad que pertenece a la provincia barcelonesa.
La novela transcurre por los años cincuenta, años donde surgían muchas lluvias torrenciales en la región. Como consecuencia, las familias empobrecieron.
Esta novela está formada por 10 capítulos, y a su vez se dividen en tres grandes partes:
- Primera parte: Augusto Aixelà y sor Consuelo se enamoran, y tratan de salvar el hospital.
- Segunda parte: sor Consuelo ayuda al bandolero. Augusto se va del pueblo. La monja es trasladada a otro sitio.
- Tercera parte: La monja cae enferma y vuelve a San Ubaldo donde le cuentan como le fue la vida a Augusto. Al final ella le deja una carta donde cuenta su romance.
Eduardo Mendoza usa un lenguaje muy cuidado y formal.

## Personajes
Personajes principales:
- sor Consuelo: se llama Constanza Briones, y es la madre superiora de San Ubaldo. Ella se enamora de Aixelà. En cuanto a su carácter, es bondadosa y humilde.
- Augusto Aixelà: un cacique soltero y rico. Su carácter es autoritario.
- Otros personajes como Pudenciana, quien es la criada de la casa de Aixelà, o el bandolero, quien es el hombre que intenta curar sor Consuelo.

## Adaptación cinematográfica
La novela fue llevada al cine por Jaime Chávarri en 2004 con el mismo título. Los guionistas fueron Jaime Chávarri y Eduardo Mendoza. Y fue interpretada por Fanny Ardant (sor Consuelo) y Darío Grandinetti (Augusto Aixelà). Esta película fue nominada a los Premios Goya: Nominada a Mejor guion adaptado y al Festival de Málaga: Nominada a la Biznaga de Oro.